# سانگوکوجین
سانگوکوجین (به ژاپنی: 三国人 Sangokujin)، یک اصطلاح ژاپنی است که به افراد مختلف درکشورها و نواحی اشغال‌شده سابق امپراتوری ژاپن در پس از جنگ جهانی دوم اشاره دارد. این اصطلاح به ویژه برای کره‌ای‌ها در ژاپن و مردم تایوانی (چینی‌ها در ژاپن) به کار می‌رفت، اگرچه گاهی برای مردم ریوکیو نیز استفاده می‌شد. این اصطلاح اکنون به‌طور کلی قدیمی و توهین‌آمیز در نظر گرفته می‌شود.